# HD DVD
HD DVD는 본격적인 HD 방송 시대에 대응하기 위하여 개발된 디스크 미디어 규격으로, DVD 규격에 기반을 두고 있다. DVD와 모양이 같으며, 지름 12 센티미터/8 센티미터, 두께 1.6 밀리미터의 플라스틱 원반이지만, 읽기에 사용하는 레이저 파장은 405 나노미터의 청색 레이저이다. CD나 DVD보다도 파장이 짧은 레이저를 사용함으로써, 기록 밀도를 더 높일 수 있었다. 지름이 12센티미터인 HD DVD 디스크는 단층(싱글 레이어)은 15 기가바이트, 복층(듀얼 레이어)은 30 기가바이트의 용량을 가진다. 지름이 8 센티미터인 디스크에서는 단층은 4.7 기가바이트, 복층은 9.4 기가바이트의 용량을 가진다. 보호층은 DVD와 같은 0.6 밀리미터이다. 이와 같은 이유로 DVD의 제조기기를 일부 유용하는 것이 가능하다.
그러나 소비자 가격은 블루레이와 차이가 없기 때문에, 소비자에게는 아무런 의미도 없다.

## 기술 설명

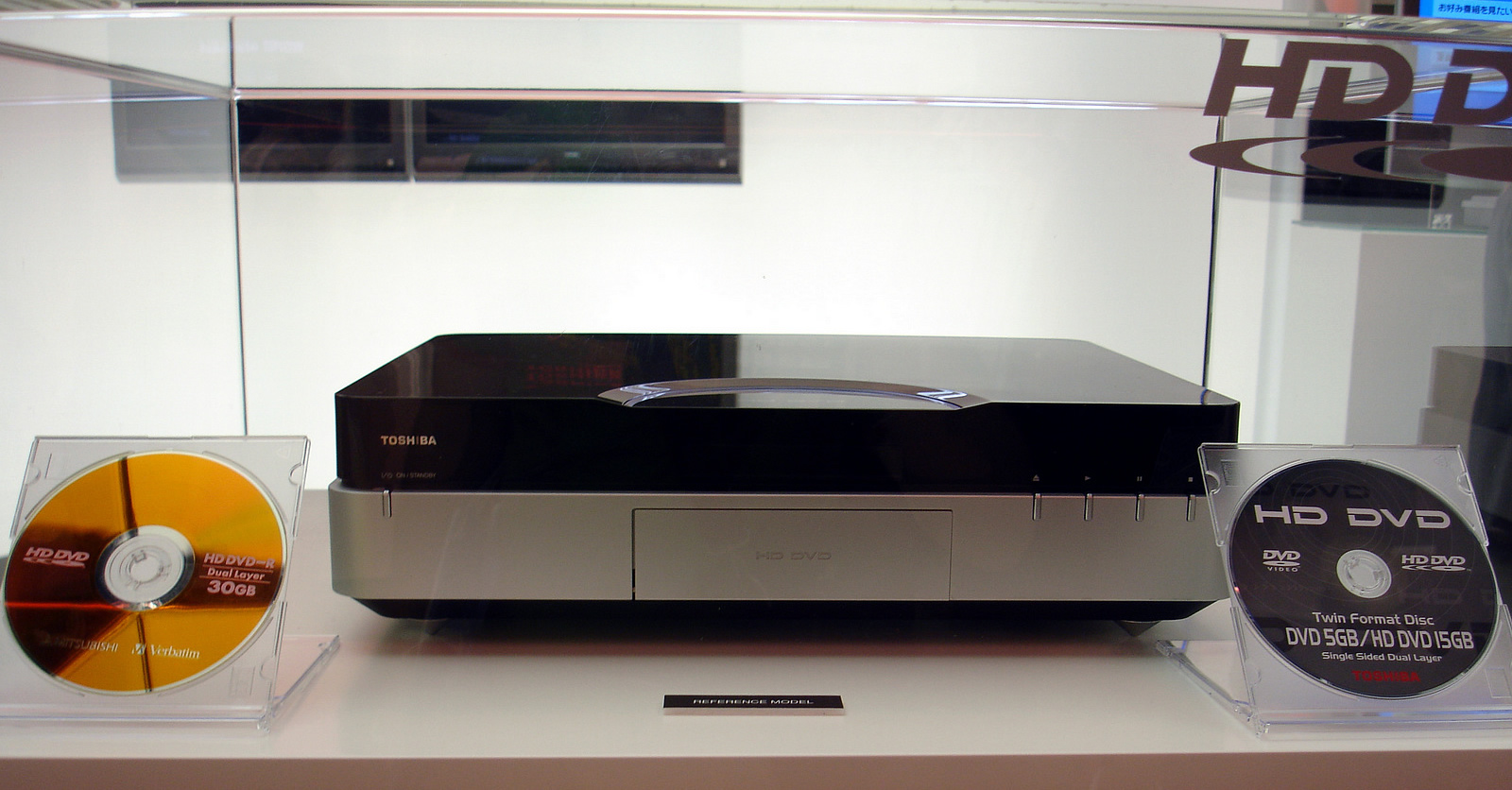
HD DVD 드라이브

### 자료 구조
| 물리적 크기 | 싱글 레이어 용량 | 듀얼 레이어 용량 |
| ----------- | ---------------- | ---------------- |
| 12 cm, 단면 | 15 GB            | 30 GB            |
| 12 cm, 양면 | 30 GB            | 60 GB            |
| 8 cm, 단면  | 4.7 GB           | 9.4 GB           |
| 8 cm, 양면  | 9.4 GB           | 18.8 GB          |

### 기록 속도
| 드라이브 속도 | 데이터 속도 | 데이터 속도 | HD DVD 디스크 쓰기 속도 (단위: 분) | HD DVD 디스크 쓰기 속도 (단위: 분) |
| ------------- | ----------- | ----------- | ---------------------------------- | ---------------------------------- |
| 드라이브 속도 | Mbit/초     | MB/초       | 싱글 레이어                        | 듀얼 레이어                        |
| 1×            | 36          | 4.5         | 56                                 | 110                                |
| 2×            | 72          | 9           | 28                                 | 55                                 |

### 파일 시스템
이전의 광 디스크 포맷과 같이 HD DVD는 파일 시스템을 몇 가지 지원하는데 이를테면 ISO 9660과 유니버설 디스크 포맷(UDF)이다. 모든 HD DVD 타이틀은 UDF 버전 2.5를 파일 시스템으로 사용한다. 이 파일 시스템에서 다중화 오디오 및 비디오 스트림이 EVO 컨테이너 포맷에 저장되어 있다.

## 종류
- HD DVD-R / -RW / -RAM
- DVD / HD DVD 하이브리드 디스크
- HD DVD / 블루레이 하이브리드 디스크
- 3x DVD
- HD REC (HD DVD의 확장 포맷)

## 차세대 저장매체 전쟁
2003년 4월부터 블루레이와 HD-DVD는 DVD의 후계자 자리를 놓고 이른바 차세대 DVD 전쟁이라고 불리는 사투를 벌였으나, 블루레이가 모든 면에서 HD-DVD에 앞서 있을 뿐만 아니라, 세계 최대의 홈 비디오 업체인 WHV가 블루레이를 독점적으로 지원할 것을 선언함으로써 블루레이의 완승이 확실시되고 있었다. 참고로 도시바의 후지이 요시히데(藤井美英) 사장은 HD-DVD 사업을 착수하면서 다음과 같은 말을 언급하였다.
| “ | 블루레이가 규격으로서 우월할 가능성이 없는 것은 아니다. 그 때에는 땅에 엎드려 사과하고 싶다. BDの方が規格として優れている可能性がないわけではない。そのときには土下座 して謝りたい。 | ” |
|   | — 후지이 요시히데 사장 |   |

결국 2008년 2월 16일 도시바가 HD-DVD 포기를 선언하였다. 같은해 3월 28일 HD-DVD promotion group 이 해산되었다. 결국 차세대 저장매체 전쟁에선 블루레이가 이겼다.

## 같이 보기
- 1080p
- 규격 전쟁
- D-VHS
- 베타맥스
- 돌비 디지털 플러스
- 블루레이
- EVD
- FVD
- PDD
- AVCHD

## 참고 자료
- 블루레이 vs. HD-DVD, 지금은 전쟁중 차세대 DVD 대격돌 (2006년 5월 15일)